# Natação no Campeonato Europeu de Esportes Aquáticos de 2016 - 4x100 m livre misto
A prova do revezamento 4x100 metros livre misto da natação no Campeonato Europeu de Esportes Aquáticos de 2016 ocorreu no dia 20 de maio em Londres, no Reino Unido. 

## Calendário
| Fase          | Data       | Hora  |
| ------------- | ---------- | ----- |
| Eliminatórias | 20 de maio | 11:18 |
| Final         | 20 de maio | 19:39 |

Todos os horários estão no horário local (UTC+0)

## Recordes
Antes desta competição, os recordes eram os seguintes:
| Recorde mundial       | Estados Unidos | 3:23.05 | Cazã  | 8 de agosto de 2015  |
| Recorde europeu       | Países Baixos  | 3:23.10 | Cazã  | 8 de agosto de 2015  |
| Recorde do campeonato | Itália         | 3:25.02 | Belim | 22 de agosto de 2014 |

Os seguintes novos recordes foram estabelecidos durante esta competição. 
| Data       | Prova | Nadadores                                                                                                  | Nacionalidade | Tempo   | Recordes              |
| ---------- | ----- | --- | ------------- | ------- | --------------------- |
| 20 de maio | Final | Sebastiaan Verschuren (48.64) Ben Schwietert (49.03) Maud van der Meer (53.70) Ranomi Kromowidjojo (52.27) | Países Baixos | 3:23.64 | Recorde do campeonato |

## Medalhistas
| Ouro                                                                                             | Prata                                                                         | Bronze                                                                        |
| Países Baixos · Sebastiaan Verschuren · Ben Schwietert · Maud van der Meer · Ranomi Kromowidjojo | Itália · Filippo Magnini · Luca Dotto · Erika Ferraioli · Federica Pellegrini | França · Clément Mignon · Jérémy Stravius · Charlotte Bonnet · Anna Santamans |

## Resultados

### Eliminatórias
Esses foram os resultados das eliminatórias. 
| Pos. | Bateria | Raia | Nacionalidade        | Nadadores                                                                                             | Tempo   | Notas |
| ---- | ------- | ---- | -------------------- | --- | ------- | ----- |
| 1    | 1       | 3    | Países Baixos        | Ben Schwietert (49.38) Kyle Stolk (49.04) Marrit Steenbergen (54.60) Maud van der Meer (53.87)        | 3:26.89 | Q     |
| 2    | 1       | 1    | Itália               | Luca Leonardi (49.30) Jonathan Boffa (49.21) Aglaia Pezzato (55.00) Erika Ferraioli (55.05)           | 3:28.56 | Q     |
| 3    | 2       | 1    | Suécia               | Isak Eliasson (49.34) Christoffer Carlsen (49.22) Louise Hansson (55.07) Natalie Lindborg (56.24)     | 3:29.87 | Q     |
| 4    | 2       | 5    | França               | Lorys Bourelly (50.26) Frederick Bousquet (49.28) Camille Georghiu (55.41) Margaux Fabre (55.47)      | 3:30.42 | Q     |
| 5    | 2       | 2    | Turquia              | Doga Celik (49.53) Kemal Arda Gürdal (49.72) Ilknur Nihan Cakici (55.88) Ekaterina Avramova (55.38)   | 3:30.51 | Q     |
| 6    | 1       | 5    | Hungria              | Dominik Kozma (49.35) Krisztián Takács (49.62) Dalma Sebestyan (56.91) Zsuzsanna Jakabos (55.77)      | 3:31.65 | Q     |
| 7    | 1       | 4    | Noruega              | Markus Lie (50.60) Truls Wigdel (51.64) Susann Bjoernsen (55.82) Marte Loevberg (55.72)               | 3:33.78 | Q     |
| 8    | 1       | 6    | Estónia              | Pjotr Degtjarjov (50.24) Karl Luht (50.11) Margaret Markvardt (57.82) Alina Kendzior (58.09)          | 3:36.26 | Q     |
| 9    | 2       | 4    | Moldávia             | Alexei Sancov (50.83) Pavel Izbisciuc (53.15) Tatiana Perstniova (1:01.49) Tatiana Salcutan (1:01.33) | 3:46.80 |       |
| 10   | 2       | 6    | San Marino           | Davide Bernardi (53.39) Christian Santi (54.95) Elisa Bernardi (59.81) Martina Cecciaroni (59.33)     | 3:47.48 |       |
| 11   | 1       | 2    | Finlândia            | DNS                                                                                                   | DNS     | DNS   |
| 11   | 1       | 7    | Bósnia e Herzegovina | DNS                                                                                                   | DNS     | DNS   |
| 11   | 2       | 3    | Suíça                | DNS                                                                                                   | DNS     | DNS   |
| 11   | 2       | 7    | Polónia              | DNS                                                                                                   | DNS     | DNS   |

### Final
Esse foi o resultado da final. 
| Pos.              | Raia | Nacionalidade | Nadadores                                                                                                  | Tempo   | Notas                 |
| ----------------- | ---- | ------------- | --- | ------- | --------------------- |
| Medalha de ouro   | 4    | Países Baixos | Sebastiaan Verschuren (48.64) Ben Schwietert (49.03) Maud van der Meer (53.70) Ranomi Kromowidjojo (52.27) | 3:23.64 | Recorde do campeonato |
| Medalha de prata  | 5    | Itália        | Filippo Magnini (49.35) Luca Dotto (47.94) Erika Ferraioli (54.35) Federica Pellegrini (52.91)             | 3:24.55 |                       |
| Medalha de bronze | 6    | França        | Clément Mignon (49.26) Jérémy Stravius (48.29) Charlotte Bonnet (53.44) Anna Santamans (54.50)             | 3:25.49 |                       |
| 4                 | 3    | Suécia        | Isak Eliasson (49.31) Christoffer Carlsen (48.74) Ida Lindborg (54.45) Louise Hansson (54.76)              | 3:27.26 |                       |
| 5                 | 7    | Hungria       | Richárd Bohus (49.35) Dominik Kozma (48.52) Dalma Sebestyan (56.44) Ajna Késely (55.30)                    | 3:29.61 |                       |
| 6                 | 2    | Turquia       | Kemal Arda Gürdal (50.27) Doga Celik (49.07) Ilknur Nihan Cakici (55.73) Ekaterina Avramova (56.00)        | 3:31.07 |                       |
| 7                 | 1    | Noruega       | Markus Lie (50.62) Truls Wigdel (51.64) Susann Bjoernsen (55.63) Marte Loevberg (55.43)                    | 3:33.32 |                       |
| 8                 | 8    | Estónia       | Karl Luht (51.08) Pjotr Degtjarjov (50.00) Margaret Markvardt (57.58) Alina Kendzior (56.87)               | 3:35.53 |                       |

Legenda
| Recorde mundial       | Recorde mundial (World record)               |                       | Recorde africano                      | Recorde africano (African) |                                           | Q | Classificado por posição (Qualified) |
| Recorde do campeonato | Recorde do campeonato (Championship record)  | Recorde da América    | Recorde da América (Americas)         | q                          | Classificado por melhor tempo (Qualified) |   |                                      |
| Melhor marca do ano   | Melhor marca do ano (World leading)          | Recorde asiático      | Recorde asiático (Asian)              | DNS                        | Não largou (Did not start)                |   |                                      |
| Recorde nacional      | Recorde nacional (National record)           | Recorde europeu       | Recorde europeu (European)            | DNF                        | Não terminou (Did not finish)             |   |                                      |
| Recorde pessoal       | Recorde pessoal do atleta (Personal best)    | Recorde da Oceania    | Recorde da Oceania (Oceania)          | DSQ / DQ                   | Desclassificado (Disqualified)            |   |                                      |
| Recorde da temporada  | Recorde da temporada do atleta (Season best) | Recorde sul-americano | Recorde sul-americano (South America) | NM                         | Sem marca (No mark)                       |   |                                      |